# Radzanów (gmina w powiecie mławskim)
Radzanów (do 1954 gmina Ratowo) – gmina wiejska w Polsce położona w województwie mazowieckim, w powiecie mławskim. W latach 1975–1998 gmina administracyjnie należała do województwa ciechanowskiego.
Siedziba gminy to Radzanów.
Według danych z 30 czerwca 2004 gminę zamieszkiwały 3662 osoby.

## Struktura powierzchni
Według danych z roku 2002 gmina Radzanów ma obszar 98,7 km², w tym:
- użytki rolne: 74%
- użytki leśne: 17%

Gmina stanowi 8,43% powierzchni powiatu.

## Demografia

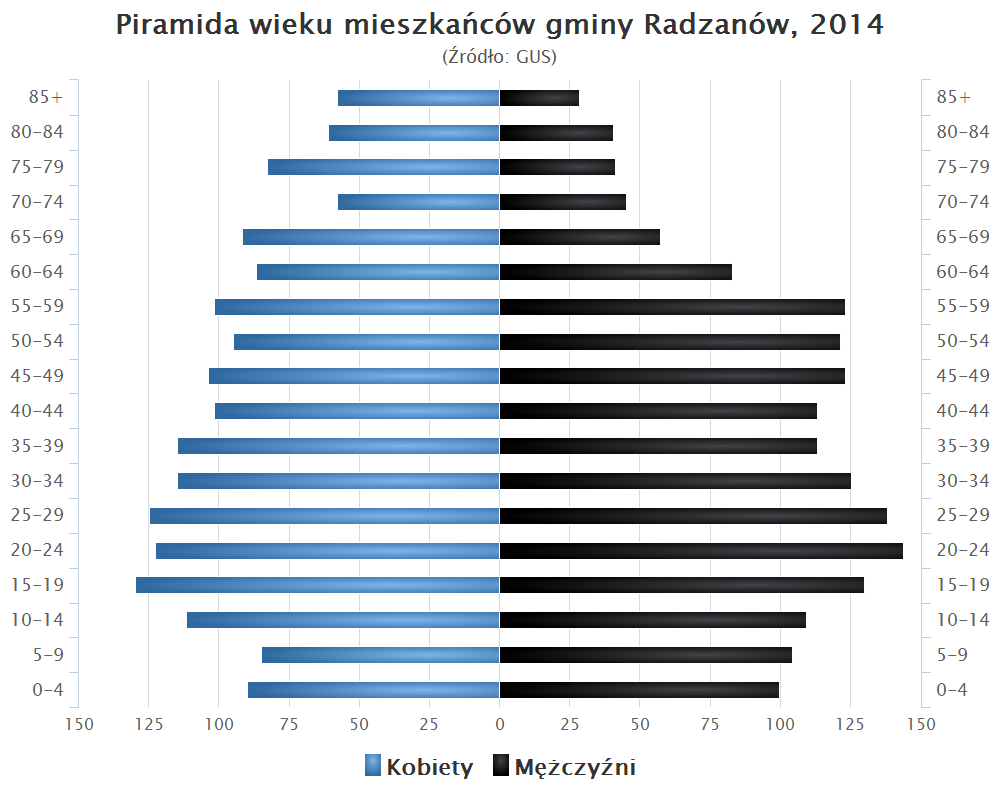
Piramida wieku mieszkańców gminy Radzanów w 2014 roku

Dane z 30 czerwca 2004:
| Opis                              | Ogółem | Ogółem | Kobiety | Kobiety | Mężczyźni | Mężczyźni |
| --------------------------------- | ------ | ------ | ------- | ------- | --------- | --------- |
| jednostka                         | osób   | %      | osób    | %       | osób      | %         |
| populacja                         | 3662   | 100    | 1828    | 49,9    | 1834      | 50,1      |
| gęstość zaludnienia (mieszk./km²) | 37,1   | 37,1   | 18,5    | 18,5    | 18,6      | 18,6      |

## Miejscowości sołeckie
Bębnowo, Bębnówko, Bieżany, Bojanowo, Bońkowo Kościelne, Bońkowo Podleśne, Budy-Matusy, Cegielnia Ratowska, Gradzanowo Włościańskie, Gradzanowo Zbęskie, Gradzanowo Zbęskie-Kolonia, Józefowo, Luszewo, Radzanów, Ratowo, Wróblewo, Zgliczyn Witowy, Zgliczyn-Glinki.
Miejscowości bez statusu sołectwa: Marysinek, Leśniczówka Ratowo, Trzciniec, Zbrzeźnia, Zieluminek, Zgliczyn Kościelny.

## Sąsiednie gminy
Bieżuń, Raciąż, Siemiątkowo, Strzegowo, Szreńsk